# Raúl Pacheco (taekwondo)
Raúl Pacheco es un deportista puertorriqueño que compitió en taekwondo. Ganó una medalla de plata en el Campeonato Panamericano de Taekwondo de 2006, en la categoría de –54 kg.

## Palmarés internacional
| Campeonato Panamericano | Campeonato Panamericano  | Campeonato Panamericano | Campeonato Panamericano |
| Año                     | Lugar                    | Medalla                 | Categoría               |
| ----------------------- | ------------------------ | ----------------------- | ----------------------- |
| 2006                    | Buenos Aires (Argentina) | Medalla de plata        | –54 kg                  |